# B65型超甲型巡洋艦
| B65型超甲型巡洋艦          | B65型超甲型巡洋艦 |
| -------------------------- | --- |
| B65計画図                  | |
| 艦級概観                   | |
| 艦種                       | 一等巡洋艦または巡洋戦艦 |
| 艦名                       | 未詳 |
| 前型                       | 天城型巡洋戦艦 |
| 次型                       | - |
| 同型艦                     | 第795号艦、第796号艦 |
| 竣工                       | 計画のみ、未起工 |
| 性能諸元（以下全て計画値） | |
| 排水量                     | 基準：31,400トン 公試：34,950トン 満載：不明                                                                                    |
| 全長                       | 240.0m |
| 全幅                       | 27.5m（公試水線） |
| 平均喫水                   | 8.8m（公試状態） |
| 主缶                       | ロ号艦本式重油専焼水管缶8基 |
| 主機                       | 艦本式オールギヤード・タービン4基4軸                                                                                            |
| 最大出力                   | 170,000hp |
| 最大速力                   | 33.0ノット（約61km/h） |
| 航続距離                   | 18ノット（約33km/h）で8,000浬（約14,800km）                                                                                     |
| 燃料                       | 重油：4,545トン |
| 乗員                       | 1,300名 |
| 兵装                       | 31cm（50口径）3連装砲3基 九八式 10cm 65口径 連装高角砲8基 九六式 25mm 61口径 三連装機銃4基 九三式 13mm 76口径 四連装機銃2基     |
| 装甲                       | 舷側：195mm（傾斜装甲） 甲板：125mm 主砲塔：不明 主砲バーベット：260mm（最厚部） 司令塔：215mm（最厚部） （数値はいずれも最大） |
| 航空兵装                   | 水上機3機 カタパルト1基 |

B65型超甲型巡洋艦（超甲巡、B65がたちょうこうがたじゅんようかん　en:Design B-65 cruiser）とは、日本海軍が計画した巡洋艦または巡洋戦艦である。
老朽化した金剛型戦艦の代艦として、夜戦で水雷戦隊を支援する役割を与えられる予定であった。巡洋戦艦並みの船体と装備を持ち、大和型戦艦に類似した外観を持つ。昭和16年に策定された第五次海軍軍備充実計画（⑤計画）で2隻の建造が計画された。本型は、⑤計画から改⑤計画への見直しの際に航空母艦（空母）の重要さから計画から削除され、2隻とも建造中止となった。

## 概要
日本海軍の艦隊決戦計画では、主力部隊同士の艦隊決戦の前夜に重巡戦隊及び水雷戦隊からなる4群の襲撃群によって構成された夜戦部隊によって、敵主力艦隊に夜間雷撃戦を実施する事になっていた。しかし計80隻以上にも及ぶ大艦隊を指揮するに際し、高雄型重巡洋艦を旗艦とした場合、特に司令部要員の収容および通信能力の観点から能力不足であると認識されるようになっていた。また重巡洋艦（甲型巡洋艦）の火力では、敵警戒部隊を突破するのは困難と考えられていた。
そこで14インチ砲8門を持ち速力30ノット発揮可能な改装榛名型戦艦（金剛型戦艦）に夜戦部隊の支援を行わせ、数的優位に立つアメリカ海軍の巡洋艦を撃破しようとした。だが金剛型巡洋戦艦自体も、大改装により能力向上を果たして高速戦艦に変貌してはいるものの、艦齢が25年に達していたため早期に代艦を建造する必要性があった。
加えて軍縮条約決裂時には最上型巡洋艦や利根型巡洋艦の6インチ砲を、主砲塔ごと8インチ砲に換装する予定だったが、それでも威力不足と判断したのである。その上、アメリカが6インチ砲（15.5cm砲）3連装砲塔5基（15門）を搭載した1万トン級巡洋艦を多数建造しており、この新型巡洋艦に対抗する必要も生じていた。
このような経緯を踏まえ、日本海軍は有力な指揮施設・旗艦装備を持ち、金剛型に匹敵する火力を持つ艦を計画した。これが、「甲型巡洋艦を超える巡洋艦」ということから、“超甲型巡洋艦計画”として計画された本型である。⑤計画と⑥計画では超甲巡推定6隻が建造予定であり、造船能力拡充のため⑤計画において大分県の大神村（現在は日出町）に新型戦艦（超甲巡、超大和型戦艦）用の海軍工廠を建造予定であった。
同時期、ドイツ海軍はドイッチュラント級装甲艦を完成させ、刺激を受けた列強各国は高速戦艦の開発に乗り出していた。一例として、フランス海軍はダンケルク級戦艦を就役させた。これに対応すべくドイツ海軍はシャルンホルスト級戦艦を建造、アメリカ海軍もアラスカ級大型巡洋艦の建造に着手している。
イギリス海軍は日本海軍の建艦情勢について情報を収集しており、日本の超甲巡（巡洋戦艦）に対抗するため重装甲の巡洋戦艦を計画した（新標準艦隊）。この新型巡洋戦艦を基本とし、カレイジャス級巡洋戦艦の15インチ砲とライオン級戦艦の機関を流用して戦艦ヴァンガード (HMS Vanguard, 23) が建造された。

## 艦型

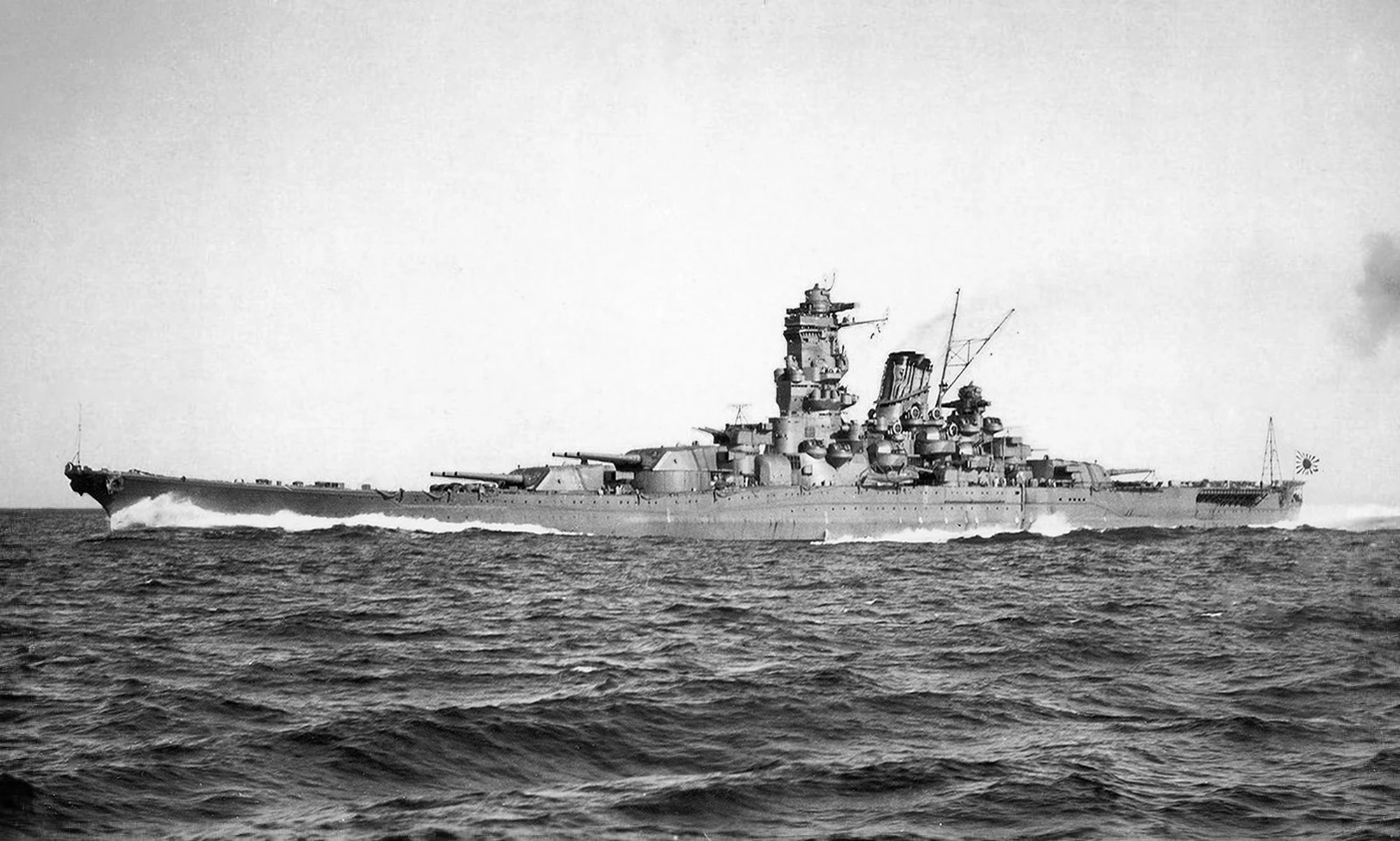
本型と同時期に設計された新戦艦「大和」の公試中の写真。

本型の外観の特徴としては、現代に残る資料で見られる上部構造物の形状や主砲レイアウトが大和型戦艦に酷似している事が挙げられる。

### 船体
本型の船体は平甲板型船体であるが同時期の重巡洋艦と同じく艦首の乾舷は高く、甲板も強いシア（甲板の傾斜）が付けられていた。舵の配置は、大和型と同様に半釣合舵の主舵と、小型の副舵のタンデム配置となっていた。

### 艤装
艦首甲板に新設計の主砲を三連装砲塔に納め、1番・2番主砲塔を背負い式で2基配置した。2番主砲塔基部から上部構造物が始まり、司令塔の背後に大和型に酷似した塔型艦橋が立つ。また球状艦首の採用なども見られる。艦橋のレイアウトは上から測距儀塔、戦闘艦橋、操舵艦橋の順である。艦橋の背後には斜めに傾斜した集合型煙突が立ち、周囲は艦載艇置き場となっていた。煙突の後部で艦上構造物は終了して中央部甲板上に水上機射出用カタパルトとクレーンが配置し、このクレーンは艦載艇運用も兼ねていた。左右の舷側甲板上には九八式10cm高角砲を爆風避けのカバーを被せた連装砲架で等間隔で片舷4基ずつ計8基を配置した。水上機施設の後部には後部測距儀塔を配置し、後部甲板上に3番主砲塔を後向きに1基が配置していた。

### 兵装
本型の最大の特徴は、アメリカ海軍のアラスカ級大型巡洋艦に搭載されたMark 8 12インチ50口径砲に対抗し、弩級戦艦並みの口径である31cm (310mm) 50口径砲を新規に開発し、これを採用予定であったことである。この砲は「試製乙砲」として試作が計画されていたが、実際には製造されなかった。また制式化されなかったため、詳細な要目は不明である。超甲巡はアラスカ級に対抗するため36cm連装砲を搭載することを検討していたが、新型31cm砲の性能は射程以外で36cm砲の性能を凌駕しており、見送られたという。
主砲以外の砲は、水上砲戦用の副砲は搭載せず、高角砲として新型の九八式10cm高角砲を採用予定であった。
近接対空火力は、九六式25mm機銃を三連装砲架で4基、九三式13mm機銃を四連装砲架で2基を搭載予定であった。
魚雷の搭載は見送られた。

### 防御
14インチ（36cm砲）防御を施すと基準排水量4万トンを超える大型艦となるため、見送られた。本型の防御面での特徴だが、海軍の要求では31cm砲弾に対しては20,000m-30,000m、800kg爆弾の急降下爆撃に耐える防御が計画された。装甲の防御配置は集中防御方式を採用すると共に、舷側装甲は大和型と同じく下部に行くほどにテーパー状されたものを傾斜して装着する形式で舷側装甲の最大厚は195mmであった。甲板も主甲板は125mmの一枚板とした。中型戦艦としては列強各国の同級艦に見劣りしないが、戦艦としてはやや弱体であった。
砲塔装甲は不明である。一部資料では、バーベット部は前面装甲210mm、後面190mmとする。31cm三連装砲塔の重量は約1000トンに達し、長門型戦艦の41cm連装砲塔に匹敵する重量があった。

## 米国の大型巡洋艦との関係
1930年代中盤のアメリカ海軍は、ドイツ海軍のドイッチュラント級装甲艦（通称“ポケット戦艦”）やシャルンホルスト級戦艦、日本海軍が建造予定とされた新型の戦闘巡洋艦（巡洋戦艦）に対抗する必要に迫られていた。これらの通商破壊艦や大型巡洋艦（巡洋戦艦）に対抗してアメリカ海軍が建造した艦が、アラスカ級大型巡洋艦である。
超甲巡とアラスカ級を比較すると、どちらも同サイズの艦艇同士の戦闘を目的として建造された艦に見えるが、用兵上要求される建造目的及び技術的な設計思想は相当異なる。
超甲巡は、既述の通り金剛型戦艦の代艦であり、夜戦部隊の旗艦として建造され、敵主力艦に味方水雷戦隊が接近するために敵警戒部隊（特に敵巡洋艦）を排除する役割を担った。「巡洋戦艦」的な性格が強く、自艦主砲への対応防御を施し、防御構造を始めとして大和型戦艦の技術的影響が随所に確認される。一方で、在来の重巡洋艦とは船体構造や耐弾・水中防御等で直接の影響下にはなく、単純に大型化した巡洋艦と呼ぶのは不適切と言える。
一方のアラスカ級の建造目的は、空母部隊の直衛艦任務及び単艦での分遣・哨戒任務といった、在来のアメリカ海軍巡洋艦が想定していた任務の延長線上と言えるものである。そこから想定される戦闘で、「遭遇した条約型巡洋艦や通商破壊艦を一方的に撃破できる能力を有すること」及び「条約型巡洋艦を超えた『巡洋艦キラー』となる大型巡洋艦の出現に対抗出来ること」を目的としていた。設計思想においても防御の基本計画、特に水中防御構造等は巡洋艦式設計の延長上にあった。また対弾防御も、自艦の同級砲よりも、下位の巡洋艦の攻撃への十分な対応防御を期することが設計上の重要な議論であり、文字通り「大型化した」巡洋艦として計画・建造された。
アラスカ級大型巡洋艦は6隻建造される予定だったが、就役したのは2隻（アラスカ、グアム）に終わった。太平洋戦争では、空母機動部隊の護衛や対地艦砲射撃に従事した。超甲巡が建造されなかったこともあり、戦前に想定した活躍の場はなかった。また高速化した戦艦とのプラットホームとしての余裕の違い、建造・運用コストでの優位性の比較、及び実際の艦の操舵性の悪さなどから、失敗としての評価が多くなされている。
そのため、日本海軍が超甲巡を建造した場合も、同様の結果になったのではないかという意見がある。しかしながら超甲巡の場合は、上述の通りアラスカ級とは若干の性格の違いがあり、また「現実に実戦で酷使するほど活用された金剛型の代艦として建造される」というアメリカ海軍にはない観点がある。計画のみで終わったため建造・運用実績に基づく評価が出来ず、評価は推測の域を出ない。

## 登場作品
小説
佐藤大輔『高速巡戦迎撃命令』
「高千穂」（呼称は装甲巡洋艦）を含む日本艦隊が、ガダルカナル島沖の米艦隊との夜戦に勝利する短編架空戦記。
『レッドサン ブラッククロス』
「白根級装甲巡洋艦」として登場。現実と同じく当初は水雷夜襲の支援及び水雷戦隊指揮艦として建造されていたが、電探技術の発達による水雷夜襲の無力化により、日本を仮想敵として再開されたドイツ海軍のZ計画への対抗、とりわけシャルンホルスト級戦艦への対抗に目的を変更し、戦闘指揮所の採用や強大な個艦防空能力の付与などの設計変更を施されて竣工した。劇中ではネームシップの「白根」の他、「鞍馬」「黒姫」「大雪」が建造され、ドイツとの第三次世界大戦に投入される。
なお作中では白根級の発展形として、36cm50口径砲を3連装3基搭載した「剣型装甲巡洋艦」も登場する。
ゲーム
『Naval Creed Warships』
プレミアム艦艇として「白根」という名前で登場している。巡洋艦扱いで魚雷はない。
『World of Warships』
本級をモチーフとした ｢吾妻｣が実装されている。また、魚雷を搭載したB65′超甲型巡洋艦改として｢吉野｣が登場している。
『アズールレーン』
上記World of Warshipsとのコラボとして、B65型を擬人化したキャラクターが「吾妻」として特別計画艦で実装されている。
『戦艦少女R』
B65型を擬人化したキャラクターが登場している。艦名としては「B65」だが、入手時のセリフでは「黒姫」と名乗っている。
『提督の決断シリーズ』
PC版の『提督の決断III』において、日本の新型巡洋艦のグラフィック候補にB65型が候補として存在する。

### 注
1. ↑  後述の計画番号の経緯から、艦種としては、巡洋戦艦も記述した。ただし、本型計画時の艦種類別では、巡洋戦艦は既に廃止されていた。そのため、実際に建造された際の類別は、新艦種の追加や巡洋戦艦籍の復活が無い限り、戦艦または一等巡洋艦に区分されるものと考えられる。
2. ↑  艦種の推定及び命名慣例から、山岳名が付与される蓋然性は高いが、命名に至る前に計画が中止されたため、公式な記録は確認されていない。
3. ↑  本型の基本計画番号B65は、艦政本部で、天城型巡洋戦艦のB64に次いで、巡洋戦艦を意味するBの続番として正式に登録された計画番号である。従って、前型として天城型を明記した。本件から、紀伊型戦艦（『平賀遺稿集』でB65を付与と記述）、及び十三号型巡洋戦艦は、正式な基本計画番号が登録されていない事実が明らかとなっている。
4. ↑  六 巡洋艦[3]　優勢ナル巡洋艦ニ對シテハ我ハ改装榛名型ヲ以テ之ガ撃破ニ任ズルノ外取敢ヘズ最上型ヲ二十糎ニ換装シ善處セントス 而シテ米國ハ英國ノ優勢巡洋艦ニ對シ今後相當多数ノ六吋砲艦ノ建造ニ努ムベク帝國トシテモ之ニ對シ安閑タリ得ル能ハザルヲ以テ今後更ニ情況ヲ見究メ超甲巡若クハ巡洋戰ノ建造ヲ必要トスルニ至ル可シ／水戰 潜戰旗艦ハ當分五,五〇〇噸型ヲ以テ之ヲ充當スルコトヲ得ト雖モ早晩艦齢ニ達スルガ故ニ多量ノ代艦ヲ要スベキ日 到來スルヲ以テ旗艦ノ艦型等ニ就キテハ各國軍備ノ情勢ニ依リ之ヲ定ムルヲ要ス 〕
5. ↑  資料によっては、⑤計画の次の⑥計画が策定される際には、金剛級代艦として追加で4隻の建造が見込まれていた、との記述がある。
6. ↑  当初、利根型は最上型の5番艦と6番艦として建造予定だった[14]。
7. ↑  (二)米國[18]　甲級巡洋艦ハソノ最後ノ一艦「ウイチタ」ヲ殘スノミトナリ主力ハ乙級巡洋艦ニ移リツヽアリ　建造中ノ乙級巡洋艦九隻ニシテソノ第一艦「ブルツクリン」ハ昨年十一月末進水セリ、コノ型ハ十五糎三聨装砲塔ヲ前部ニ 三基、後部ニ 二基有シ、發射管ヲ有セズ從來ノ米國巡洋艦ノ型ヲ破リ後甲板ノ兩舷ニ射出機一基宛ヲ有シ艦尾ノ形状特異ナル點ヨリ推スニ或ハ艦尾飛行機揚収装置ヲ装備スルニハ非ザルカ　「フラツシデツキ」ニシテ從來ノ如キ舟首樽甲板ヲ有セズ 我ガ巡洋艦型ニ近ヅキタリ　防禦ハ甲級巡洋艦ト同等ニシテ舷側一二五粍甲板五五ト傳ヘラル
8. ↑  アメリカ海軍は最上級巡洋艦を意識してブルックリン級軽巡洋艦を建造し[19]、イギリス海軍もタウン級軽巡洋艦（サウサンプトン級、グロスター級、エディンバラ級）を建造した[20][21]。
9. ↑  1929年2月起工、1933年4月竣工。基準排水量12,100トン、速力28.5ノット。「ポケット戦艦」とも称された[28]。
10. ↑  日本海軍は巡洋戦艦と認識している[30]。1932年12月起工、1937年5月竣工、基準排水量26,500トン、速力約30ノット[31]。
11. ↑  (日本)戰艦[34]　三隻若くは恐らく四隻の主力艦が建造中であると信ぜらるゝも、此の問題に關する公式の報道は今以て發表されてない。此の諸艦が四萬噸以上のものたることは可なり確實なものと思考し得べく、又備砲の口徑は四〇糎なるべきことも合理的に安全なる推定である。日本の造艦能力に關して知らるゝ所より判斷すれば、是等諸艦は呉及び横須賀の海軍工廠及び夫々長崎、神戸の三菱及び川崎造船所に於て建造中なるものと推測される。一九三九年中に進水したと報ぜられる艦は、極めて疑はしき要素も含まれるが、十一月三十日呉に於て進水したる戰艦日進、十一月二十七日神戸に於て進水した瑞鶴、六月一日横須賀に於て進水したKade Kuru（翔鶴のこと？）であると思はれる。佛國の情報に依れば此の最後の艦は一六,〇〇〇級の巡洋戰艦なるやも知れずと言はれるが、そのやうな艦種が建造中なりとの噂は完全には信用を置き得ない根據薄弱なるものである。第三の可能性としてはKade Kuruは航空母艦であるとの議論である。
12. 1 2  内閣情報部二・二〇　情報第四號／日本豆戰闘巡洋艦建造説[35]　英紙報道　―同盟来電―不發表／ロンドン十九日發　ロンドンの保守党系週刊誌サンデイ・タイムス海軍記者は十九日の紙上に於て日本の新建艦計画と称し次の如く報じてゐる
　日本は目下通商路遮断の目的に使用する豆戰闘巡洋艦数隻を建造中であるが、その単艦噸數は一万五千噸乃至一万六千噸とし十二吋砲を装備し速力は三十節以上とならう
13. ↑  この当時新規開発された日本海軍の大型艦砲は、砲口径をインチから近似のセンチ単位に切り上げており、本砲も12インチ (304.8mm) ではなく310mmを予定していたと推測されている。
14. ↑  本砲と同時期に計画され、対となる「試製甲砲」（51cm45口径）が、超大和型戦艦用の主砲として試作砲の製造まで進んだ事実とは対照的である。
15. ↑  一説には、この主砲では、日本海軍では珍しいアメリカ海軍のSHS（スーパーヘビーシェル）に匹敵する重量砲弾の使用が推測されている。その場合、性能はアメリカ海軍のMark 8砲に匹敵する威力を持っていたとする。ただし、日本側資料では、この重量砲弾採用についての公式な記録は確認されていない。
16. ↑  福井静夫の著作群や、それらを引用したと思われる海外資料では、九三式魚雷、及び九二式四連装魚雷発射管の搭載が示されているが、石橋本をはじめとする近年の日本側研究では、兵装としての搭載を示す情報自体が確認できず、搭載説は否定されている模様である。
17. ↑  日本海軍では、主砲装甲等の重量は兵装重量として管理されており（牧野茂『日米戦艦比較論』）、詳細設計に進んでいない計画案（例：十三号型、金剛代艦）では、砲塔関係の装甲厚が造船側の記録に残されていない。
18. ↑  建造時は装甲艦だったが、後日、重巡洋艦に類別変更されている[41]。
19. ↑  ドイツ海軍は装甲艦（戦艦）に類別したが、イギリス海軍など列強各国から「巡洋戦艦」と評価される。
20. ↑  無条約時代に入り、日本海軍が「条約型巡洋艦を超える」艦を建造する、という情報分析を行ったためである。
21. ↑  計画当時、空母部隊は艦隊主力である戦艦部隊とは別編成で偵察任務などに行動する前提であり、空母部隊に随伴する戦艦は存在しなかったことに留意。
22. ↑  アラスカ級の防御強化も検討されたが、排水量増加に伴う艦型の大型化を招いた。これについては海軍首脳部、特に本型の建造に多大な関心を示したキング提督などから、当初意図した大型巡洋艦ではなく実質的に小型戦艦の建造となり建造コストが増加する、及び当初の用兵上の要求から乖離する、として忌避する意見が多く出た。特にキング提督は、本型の水中防御設計について、戦艦と同様の思想での設計による防御の強化を見送り巡洋艦式とすることでコスト削減が出来る、と主張、採用させるほど関心を寄せていた。
23. ↑  実際、自艦主砲弾への対応防御は、舷側垂直防御（9.5インチ/241mm、傾斜10度）は23,500ヤード（約21,500m）以上、弾薬庫水平防御（3.25インチ/83mm）は26,600ヤード（約24,300m）以下、という限られた範囲の装甲となり、安全な交戦距離がほとんど確保できない問題を抱えていた。ただし、Mark 8主砲がSHS採用で旧型14インチ砲に匹敵する高性能砲であることから、数字が相当不利になっていることを割り引く必要はある。
24. ↑  竣工2隻（アラスカ、グアム）、建造中止（ハワイ、1943年12月起工／1945年11月進水、1947年建造中止）、建造中止3隻[43]。